# 奥並継

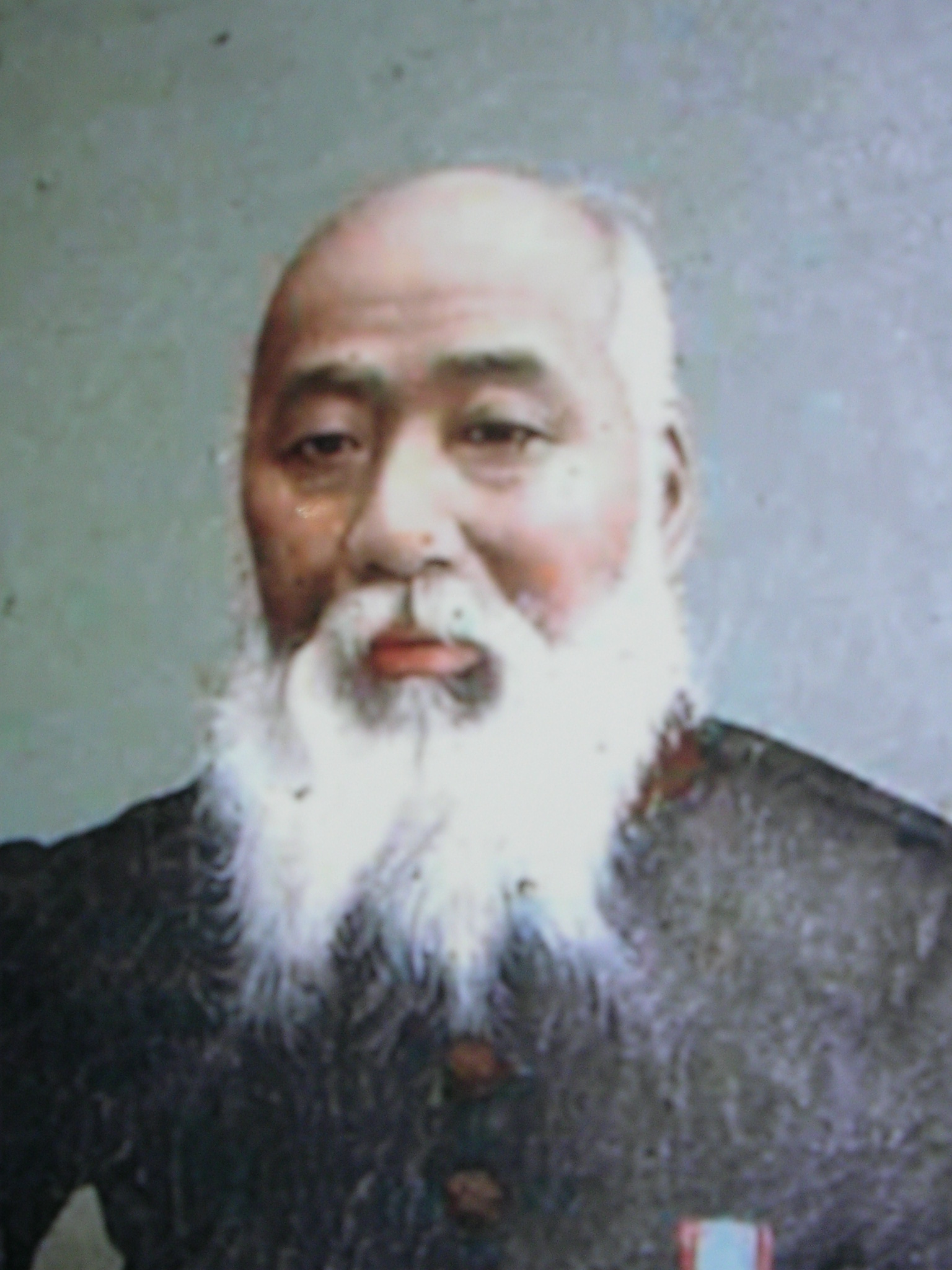
奥並継

奥 並継（おく なみつぐ、文政7年（1824年）12月 - 明治27年（1894年）2月26日）は、幕末・明治期の志士、国学者、書家、明治期日本の大蔵官僚である。字は子紹、菱池（菱池は宇佐神宮境内の池名）と号す。

## 略歴
豊前国宇佐村（現大分県宇佐市）の藤波氏に生まれ、宇佐神宮祠官漆島姓の奥氏の養嗣子になる。12歳で広瀬淡窓の門に入り、後に帆足万里に学んだ。
嘉永5年（1852年）、宇佐神宮官人代に任じられ、従五位下対馬守に叙せられた。安政2年（1855年）、江戸に出て平田篤胤の門に入り国学を修めた。
文久3年（1863年）、飄然して京都に出遊して憂国の志士と交わり、国事疾走の生活が始まる。丁度三条実美卿らの七卿落ちとなり、勤王攘夷党の蹉跌をみるや、憤慨し直ちに宇佐に帰り、豊前国、豊後国の志士らと語らい勤王倒幕の先鞭をつけんとしてならず、弟の時枝重明と共に日田の獄舎に投じられ、3年を経て即位の大赦により出獄した。
明治3年（1870年）、神祇少史に任られ、神祇権大史に遷り、陸軍省（佐賀の乱、台湾出兵に従軍）、東京府、開拓使官吏（屯田兵の長として西南戦争に参加、のち明治15年（1882年）開拓使廃止まで開拓事業推進に従事）、大蔵省（開拓会計残務整理委員）、修史局四等編修官（北海道史及びアイヌ研究の著書をまとめる）を歴任し、正七位に叙せられ、明治19年（1886年）に官吏を勇退。
退官後は菱池翁とよばれ、斯文学会幹事。大日本中学会を創設し、自ら会長。また「東発」という義塾を創設し、熱心に青少年を教育した。明治27年（1894年）2月26日、71歳で逝去。城北谷中天王寺に葬られた。

## 著書
- 『菱池遺稿』(巻上・巻下)奥菱池(並継)著 奥豊彦編[7]
- 『蝦夷風俗彙纂』前後編 肥塚貴正編 奥並継「蝦夷風俗彙纂序(代)」校[8]
- 『初学文範 巻之1-3 岡松甕谷撰 奥並継 野中準 編并評』[8]
- 『開拓使事業報告』若干巻撰 大蔵省編[9]
- 『農事要略』300-139 2巻 刊明治20 臨地社

## 逸話

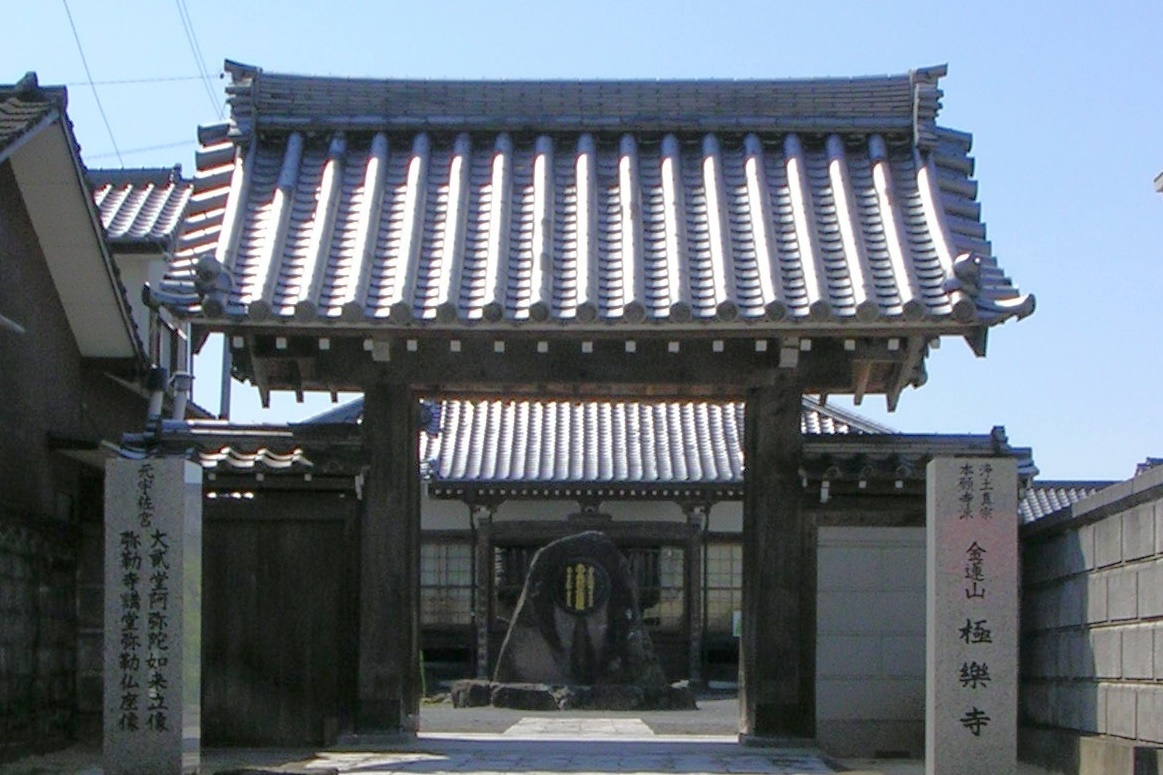
奥氏漆島門(宇佐市極楽寺)

- 詩文にすぐれ、書道は晋唐の書風を得、人に頼まれ碑文やその他重要な文字を書くときには、朝から斎戒沐浴し精神を清め、雑念を払い、文字に一念を集中し筆をとったという。また、友人の重野安繹は八面玲瓏な人格者と氏の行状を讃している。[10]
- 札幌市の大通公園の「開拓紀念碑」の文字は、奥並継が拓字法を用いて、王羲之の『黄庭経』および『孝女曹娥碑』中の字をとり、400倍の大きさに書したもの[11]。
- 「奥氏漆島門」は、八幡宇佐宮官人代・従五位下対馬守、奥氏漆島並継の屋敷の表門である。現在は宇佐市極楽寺の山門として、使用されている。[12]

## 家族・親族
- 妻の千賀子は、渡邊氏の出。
- 長男は夭死し、次男の豊彦が継いだ。長女のヨシは大審院判事・末弘厳石に嫁ぎ[13]、法学者・末弘厳太郎と那賀（池田克夫人）の母となる。
- 宇佐弥勒寺寺務の時枝氏を嗣いだ時枝重明（維新の志士、宇佐神宮権禰宜、初代宇佐町長）は実弟[14]。
- 剣道家・中尾直勝は親族。

## 関連書籍
- 中尾賢吉『随筆集 雪の宿―仁愛、熱情の人（文人志士奥並継の生涯）―死を以て、物申す（津田一伝流祖津田正之）―故郷忘じ難し（頼厳上人の祈り）』文藝春秋企画出版部 2013年